# Rospuda
Die Rospuda ist ein Fluss im Nordosten Polens in der Woiwodschaft Podlachien. Sie fließt durch die Region Suwalken und den nordwestlichen Teil des 160.000 Hektar großen Waldkomplexes Puszcza Augustowska. Sie stellt den oberen Lauf des Flusses Netta dar, eines rechten Zuflusses der Biebrza.

## Geographie
Die Rospuda nimmt ihren Ursprung aus mehreren Bächen, die in einer Bergkette südlich der Rominter Heide und südöstlich von Goldap entspringen (Przejmowa Góra, 213,4 m; Jastrzębia Góra, 230,8 m; Słupowa Góra, 247,9 m; Lisia Góra, 259,5 m). Der eigentliche Fluss entspringt jedoch erst aus dem unmittelbar an der Grenze zur Woiwodschaft Ermland-Masuren gelegenen Schwarzen See (Jezioro Czarne). In ihrem weiteren Verlauf durchfließt die Rospuda eine Kette von neun langgestreckten, nach der letzten Eiszeit gebildeten Seen: Rospuda Filipowska, Kamienne, Długie, Garbaś, Głębokie, Sumowo, Okrągłe, Bolesty und Rospuda Augustowska. Die beiden längsten Seen Rospuda Filipowska und Bolesty sind 5,8 km lang, bei einer Breite von lediglich 400 bis 800 Metern.
In ihrem oberen Verlauf charakterisiert sich die Rospuda durch ein sehr enges, gewundenes Flussbett, eine sehr schnelle Strömung und einen steinigen Grund, so dass sie einem Mittelgebirgsbach ähnelt. Sie fließt hier durch ein enges Tal mit teilweise sehr steilen Hängen, die entweder bewaldet oder mit Gras bewachsen sind. Diese Landschaftsgestalt ist v. a. die Folge von Erosion aufgrund abfließenden Regenwassers.
In ihrem unteren Verlauf ändert sich die Rospuda in einen typischen Flachland-Fluss. Sie bildet hier zahlreiche Mäander, und das Flussbett verbreitert sich wesentlich, so dass ausgedehnte Moorfelder entstehen, die als Rospuda-Tal bezeichnet werden.

## Umwelt

Kanuweg auf den Flüssen Rospuda, Blizna und Czarna Hancza und dem Augustowkanal

Das Rospuda-Tal ist ein Rückzugsgebiet vieler seltener, geschützter Tier- und Pflanzenarten. Es wachsen dort beispielsweise 19 Vertreter aus der Familie der Orchideen, u. a. die Einknollige Honigorchis (Herminium monorchis), das Fleischfarbene Knabenkraut (Dactylorhiza incarnata), das Breitblättrige Knabenkraut (Dactylorhiza majalis), der Gelbe Frauenschuh (Cypripedium calceolus), die Korallenwurz (Corallorrhiza trifida) oder das Fuchs’ Knabenkraut (Dactylorhiza fuchsii). Weitere seltene, unter Artenschutz stehende Pflanzen, die im Rospuda-Tal vorkommen, sind: der Langblättrige Sonnentau (Drosera anglica), der Rundblättrige Sonnentau (Drosera rotundifolia), die Strauch-Birke (Betula humilis), der Türkenbund (Lilium martagon) oder die Blaue Himmelsleiter (Polemonium caeruleum).
Viele der im Rospuda-Tal brütenden Vogelarten stehen unter Artenschutz. Hierzu gehören u. a. das Haselhuhn, das Auerhuhn, das Tüpfelsumpfhuhn, der Wachtelkönig, der Kranich, der Seeadler, der Schreiadler, die Rohrweihe, der Wespenbussard, der Raufußkauz, der Weißstorch, der Schwarzspecht, der Weißrückenspecht, der Neuntöter, oder die Sperbergrasmücke, um nur einige zu nennen.
Für größere Säugetiere, wie z. B. Wölfe oder Rothirsche, stellt das Rospuda-Tal eine Wanderroute auf dem Weg aus der Puszcza Augustowska und dem Biebrza-Nationalpark nach Westen dar.

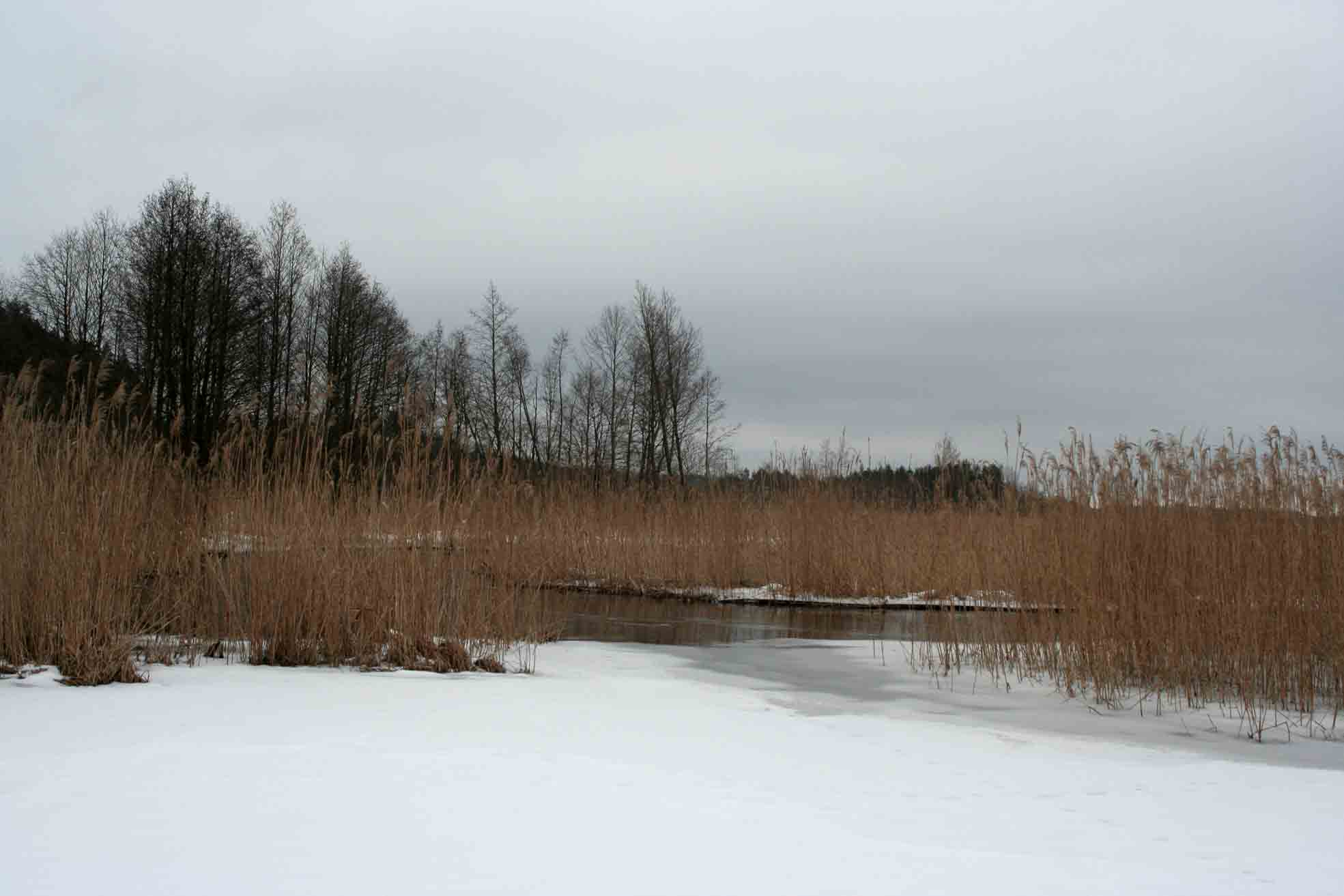
Die Rospuda im Winter

Vorherige Planungen sahen vor, einen Abschnitt der Via Baltica (Europastraße 67), der gleichzeitig auch als Umgehungsstraße von Augustów dienen soll, durch das Rospuda-Tal zu ziehen. Naturschützer und Experten befürchten in diesem Zusammenhang die Zerstörung wertvoller Habitate, Luftverschmutzung, Wasserverschmutzung und die Gefährdung seltener Tier-, insbesondere Vogelarten. Die EU-Kommission hat daher die polnische Regierung mit Entscheid vom 23. Februar 2007 veranlasst, den Bau vorerst zu stoppen. Dem Vollzug durch die örtlichen und Warschauer Behörden gingen Demonstrationen von mehr als 100.000 polnischen Natur- und Umweltschützern voraus. Am 16. September 2008 stoppte das oberste Verwaltungsgericht in Polen den Bau der Via Baltica durch das Rospuda-Tal. Im Oktober 2009 wurde beschlossen, dass die Schnellstraße S61 einen Teil der Via Baltica bilden soll.

## Naturschutz
Das Rospuda-Tal
- ist eine „unter Schutz stehende Landschaft“ (seit 1989)
- ist ein „Lärmschutzgebiet“ (seit 1991)
- gehört zur Natura 2000, einem länderübergreifenden Schutzgebietssystem innerhalb der Europäischen Union (seit 2004)